# Campionati mondiali juniores di pattinaggio di figura 2010
I Campionati mondiali juniores di pattinaggio di figura 2010 si sono svolti a L'Aia, nei Paesi Bassi, dal 9 al 13 marzo. È stata la 39ª edizione del torneo, organizzato dalla International Skating Union.

## Podi[1]
| Evento              | Oro                               | Argento                         | Bronzo                          |
| Singolare maschile  | Yuzuru Hanyū                      | Song Nan                        | Artur Gačinskij                 |
| Singolare femminile | Kanako Murakami                   | Agnes Zawadzki                  | Polina Agafonova                |
| Coppie              | Wengjing Sui / Cong Han           | Narumi Takahashi / Mervin Tran  | Ksenija Stolbova / Fëdor Klimov |
| Danza               | Elena Il'inych / Nikita Kacalapov | Alexandra Paul / Mitchell Islam | Kseina Monko / Kirill Khaliavin |

## Panoramica
Gara maschile
Il successo è andato al giapponese Yuzuru Hanyū, con quasi 11 punti di vantaggio sul cinese Song Nan. Il quindicenne Hanyū, 12° nell’edizione precedente, dopo il terzo posto nel programma corto ha stabilito il suo personal best nel programma libero ed è diventato il quarto pattinatore giapponese a vincere il titolo.
Anche il diciannovenne Song ha stabilito il proprio personal best, passando dal quinto posto del programma corto all’argento finale. Il sedicenne Gachinski, vincitore del bronzo, ha involontariamente trasformato il pianificato quadruplo toe loop in un doppio ma, con il terzo libero, è ugualmente riuscito a risalire dal sesto posto del programma corto al terzo finale. Hanno commesso diversi errori gli statunitensi Grant Hochstein e Keegan Messing, scesi rispettivamente dal primo al settimo posto e dal secondo al quarto posto.
Gara femminile
Il successo è andato alla quindicenne giapponese Kanako Murakami, seconda dopo il programma corto e autrice di un ottimo libero comprendente cinque salti tripli. Un’altra quindicenne, la statunitense Agnes Zawadsky, alla sua seconda gara internazionale, è passata dall’ottavo al secondo posto. Il podio è stato completato dalla tredicenne russa Polina Agafonova, terza dopo il programma corto, autrice del quarto libero, con cui ha stabilito il suo personal best, e capace di resistere alla rimonta della connazionale Polina Shelepen, autrice del terzo libero ma solo settima nel programma corto. Al quinto posto si è piazzata l’altra russa, Anna Ovcharova, vincitrice del programma corto ma caduta due volte nel programma libero.
Coppie
Non ci sono stati spostamenti fra le prime due fasi di gara nelle prime tre posizioni della classifica. Il titolo è andato ai cinesi Wengjing Sui / Cong Han, autori fra l’altro di un doppio axel fianco a fianco e di un quadruplo salchow lanciato, anche se su questo salto Sui è atterrata su due piedi. Si tratta del secondo successo per una coppia cinese in questa competizione dopo le vittorie di Dan Zhang / Hao Zhang nel 2001 e nel 2003. Al secondo posto si sono classificati di giapponesi Narumi Takahashi / Mervin Tran, al terzo i russi Ksenija Stolbova / Fëdor Klimov.
Anche se, in base ai risultati dell’edizione precedente, nella gara delle coppie la Cina poteva schierare due sole coppie di pattinatori, alla gara hanno preso parte tre coppie. Quando l’errore è stato scoperto, l’ISU ha corretto la classifica cancellando il piazzamento della coppia cinese che si era classificata peggio, Yu Xiaoyu / Jin Yang.
Danza su ghiaccio
I russi Elena Il'inych / Nikita Kacalapov hanno vinto il titolo con oltre 15 punti di vantaggio sui canadesi Alexandra Paul / Mitchell Islam, dominando tutte le fasi di gara. Entrambe le coppie nella danza libera hanno stabilito il loro personal best. Il podio è stato completato dai russi Kseina Monko / Kirill Khaliavin.
I fratelli statunitensi Maia Shibutani / Alex Shibutani, che l’anno prima avevano vinto l’argento, con il quarto posto nella danza libera non sono riusciti a salire sul podio per meno di mezzo punto. Lorenza Alessandrini / Simone Vaturi, quinti dopo la danza originale, sono rimasti in quinta posizione pur avendo eseguito la terza danza libera.